# 刘逸
刘逸（?—?），字大过，南阳郡安众县（今河南省南阳市）人，东汉时期人物。
刘逸年轻时习礼仪，通儒经，为郡内所举，官至太常。汉灵帝熹平五年（176年）五月，太尉陈耽卸任，司空许训为太尉。六月初三，刘逸代许训为司空。熹平六年（177年）七月，刘逸卸任，卫尉陈球继为司空。刘逸后事不详。